# 小淵沢村
小淵沢村（こぶちざわむら）は山梨県北巨摩郡にあった村。現在の北杜市小淵沢町にあたる。2006年まで存在した小淵沢町は本村とは別の自治体である。

## 地理
- 山：編笠山、権現岳
- 河川：釜無川、甲六川

## 歴史
- 1889年（明治22年）7月1日 - 町村制の施行により、近世以来の小淵沢村が単独で自治体を形成。
- 1954年（昭和29年）3月31日 - 篠尾村と合併して小淵沢町が発足。同日小淵沢村廃止。

## 交通

### 鉄道路線
- 日本国有鉄道
  - 中央本線
  - 小海線
    - 小淵沢駅

### 道路
現在は旧村域に中央自動車道の小淵沢インターチェンジが所在するが、当時は未開通。